# Назарє (община)
Община Назарє (словен. Občina Nazarje) — одна з общин Словенії. Адміністративним центром є місто Назарє.

## Населення
У 2011 році в общині проживало 2601 осіб, 1302 чоловіків і 1299 жінок. Чисельність економічно активного населення (за місцем проживання), 1123 осіб. Середня щомісячна чиста заробітна плата одного працівника (EUR), 841,88 (в середньому по Словенії 987.39). Приблизно кожен другий житель у громаді має автомобіль (52 автомобілі на 100 жителів). Середній вік жителів склав 41,2 роки (в середньому по Словенії 41.8). 